# Arnold Martignoni
Arnoldo Giovanni „Arnold” Martignoni  (Svájc, Graubünden kanton, St. Moritz, 1901. május 19. – Svájc, Graubünden kanton, Samedan, 1984. március 9.,) Európa-bajnok, olimpiai és világbajnoki bronzérmes svájci jégkorongozó kapus.
Az 1928. évi téli olimpiai játékokon a svájci válogatottal vett részt a jégkorongtornán, mint a csapat kapusa. Az első mérkőzésen Ausztria ellen 4–4-et játszottak, majd a németeket verték 1–0-ra. Így a csoportban az első helyen bejutottak a négyes döntőbe, ahol először elverték a briteket 4–0-ra, majd kikaptak a svédektől 4–0 és a kanadaiaktól 13–0-ra. Ezek után a bronzérmesek lettek. Ez az olimpia egyben Európa- és világbajnokság is volt, így Európa-bajnoki ezüstérmesek és világbajnoki bronzérmesek is lettek.
Klubcsapata a svájci EHC St. Moritz volt. 1921 és 1931 között volt csapattag. 1922-ben, 1923-ban és 1928-ban svájci bajnok volt. Az 1926-os jégkorong-Európa-bajnokságon aranyérmes lett, 1923-ban pedig 5.
Civil foglalkozása bádogos volt.